# Berns pendeltåg
Berns pendeltåg kallas för S-Bahn (Stadtschnellbahn) och är en viktig del av lokaltrafiken i Bern.

## Linjer
Berns pendeltågssystem (S-Bahn) består av 13 olika linjer. Pendeltågen ska inte förväxlas med regionaltågen (RegioExpress).

## Regionalverkehr Bern-Solothurn (RBS)
Linjerna S7, S8 och S9 ingår i ett system av meterspårig järnväg. Dessa linjer trafikeras av Regionalverkehr Bern-Solothurn. 
Systemet fick en underjordisk ändstation i centrala Bern (RBS-Bahnhof Bern) år 1965. Stationen var dimensionerad för 16 000 dagliga resenärer. I nuläget används stationen av 60 000 dagliga resenärer. Därför planeras nu för en ny ändstation. Över 20 olika varianter har utretts.
Den nya stationen får två stora underjordiska rum, vardera med två spår och 12 meter bred mittplattform. Plattformarna hamnar onkring 17 meter under Berns befintliga centralstation. Till stationen byggs en ny, 700 meter lång dubbelspårstunnel. Den nya stationen ska börja byggas under 2016 eller 2017, och förväntas tas i bruk omkring år 2025.

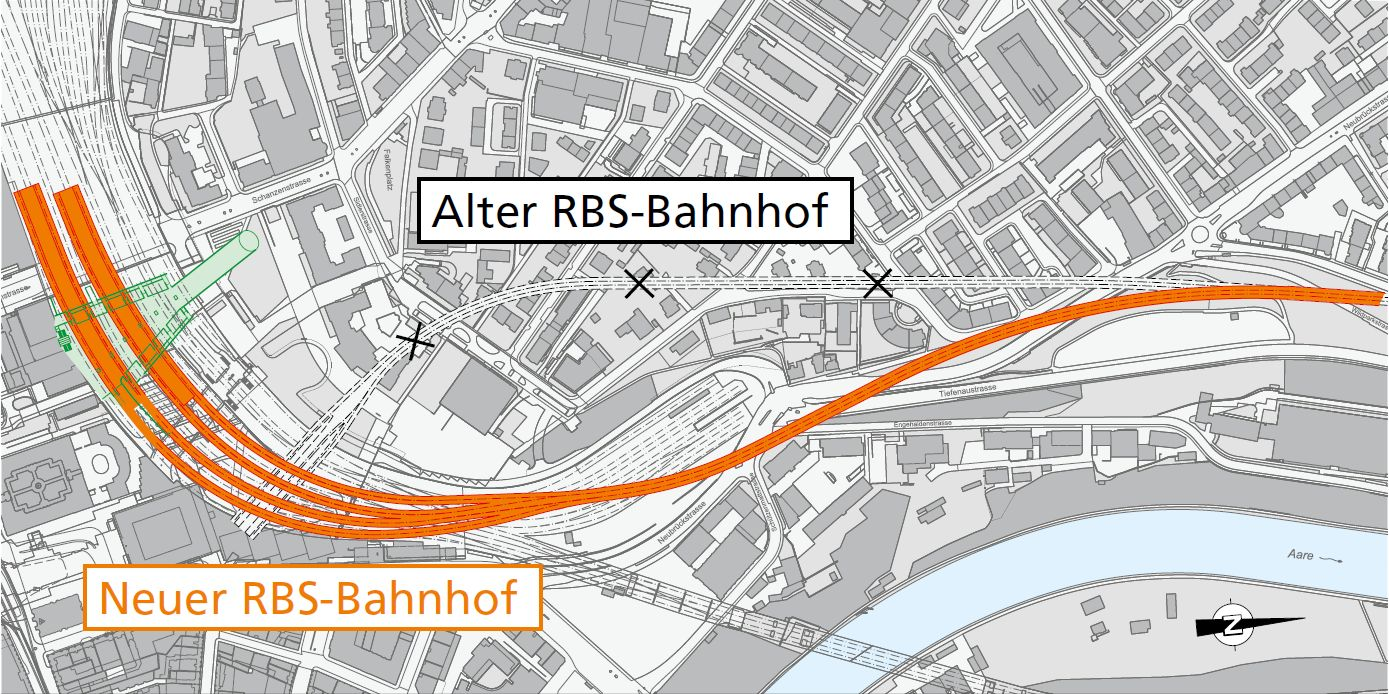
Karta som visar den befintliga och den planerade stationen för RBS, samt den nya tunneln till stationen.

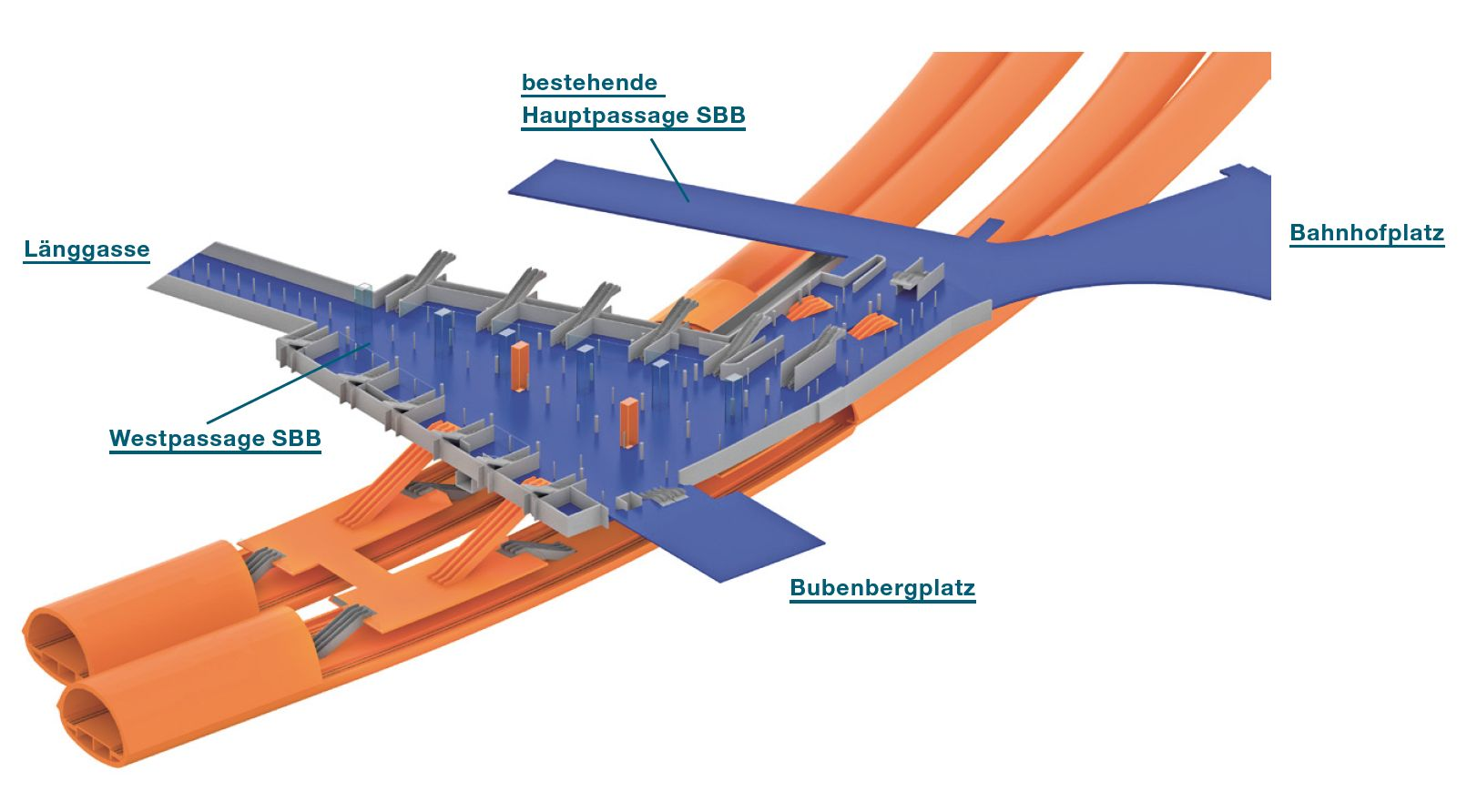
3D-översikt över den nya RBS-stationen.